# Schwerzen

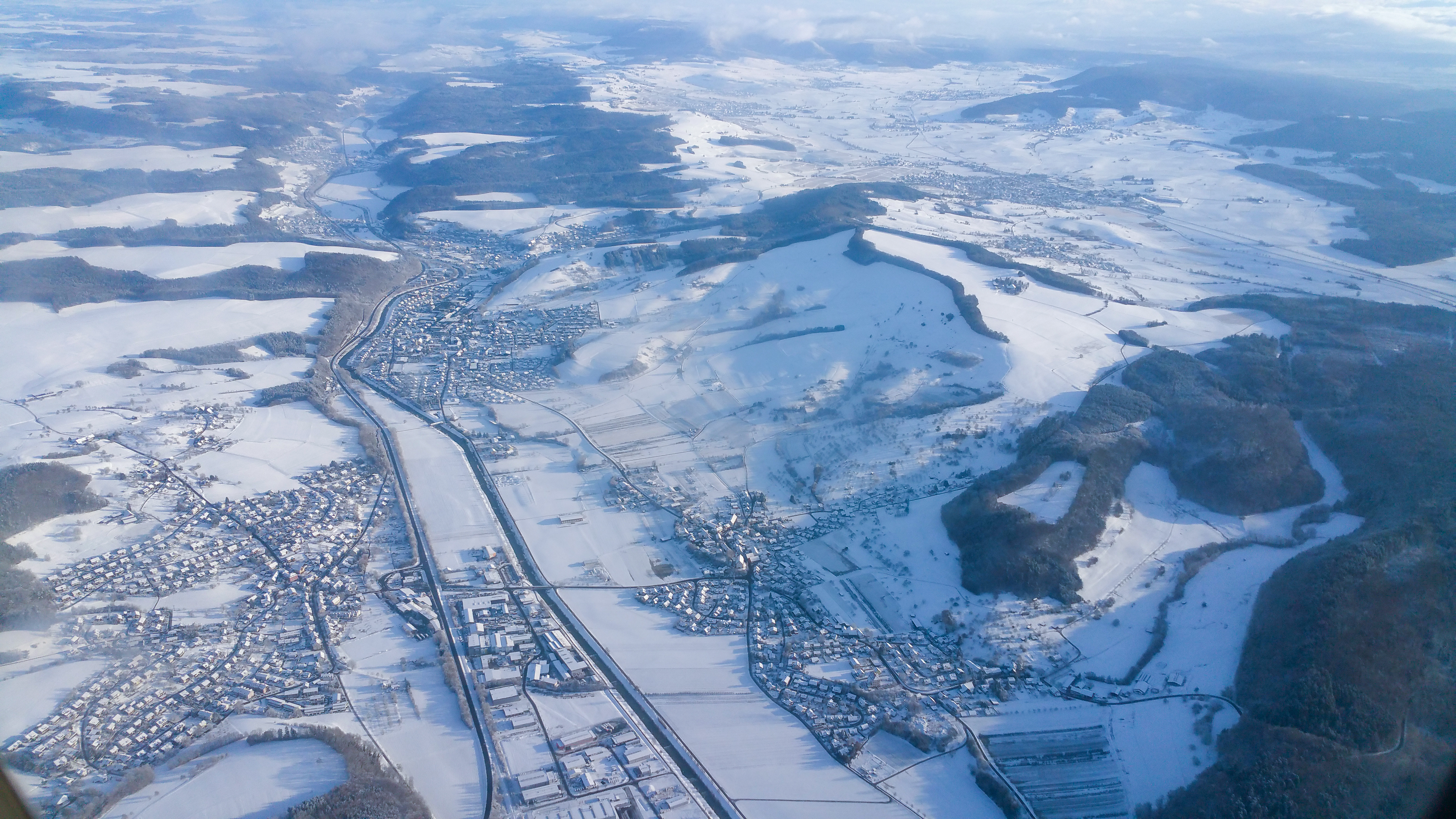
Luftbild von Horheim und Schwerzen vom Januar 2015 Hinten Mitte li.:Wutöschingen

Das Dorf Schwerzen ist ein Ortsteil der Gemeinde Wutöschingen mit 1101 Einwohnern (Stand: 31. März 2019) im Landkreis Waldshut in Baden-Württemberg.

## Geographie

### Gliederung
Zu Schwerzen gehören die Dörfer Schwerzen und Willmendingen sowie das Gehöft Bohlhof und die Wüstung Schweikhof, heute eine Lichtung.

### Geographische Lage

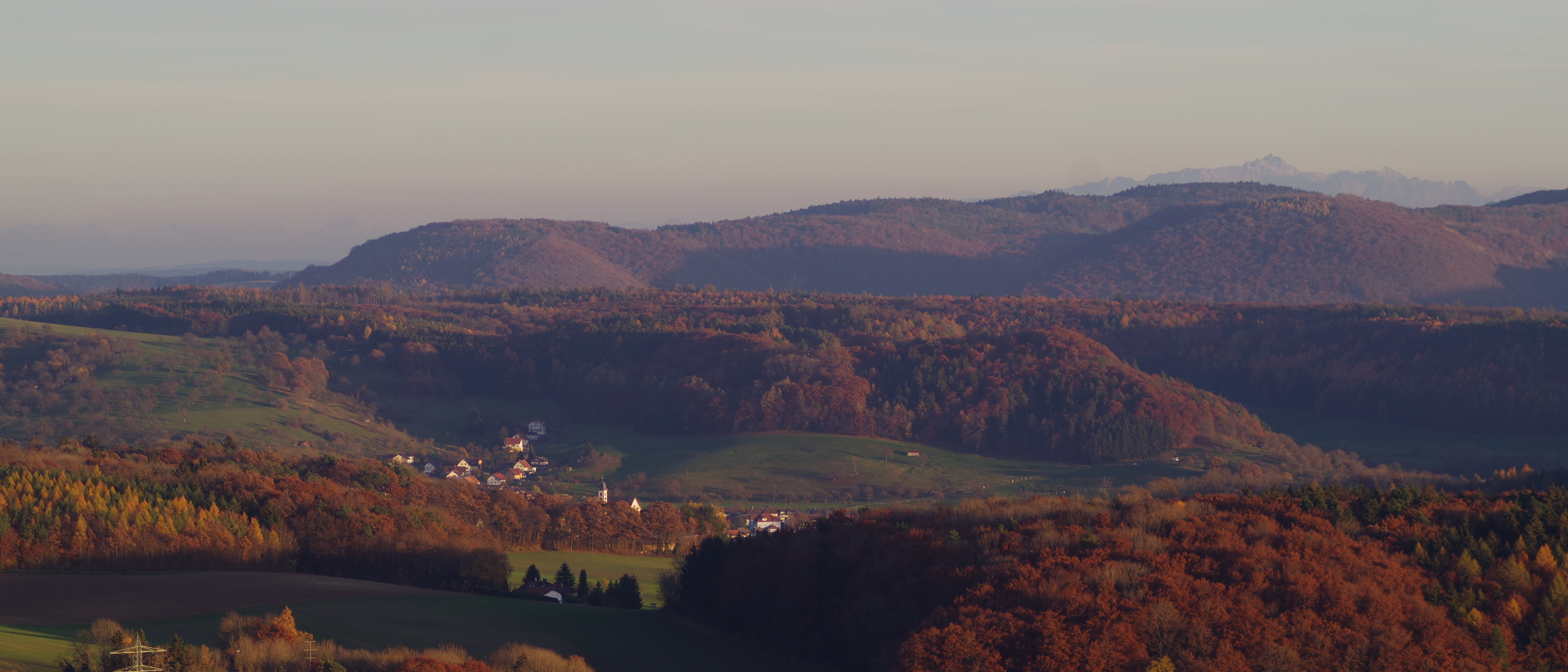
Blick über Semberg und Kätzler zum Säntis (Spitze rechts oben) vom Hohen Brand oberhalb Breitenfeld, im Tal Schwerzen und Horheim

Schwerzen liegt am östlichen Rand des Südschwarzwalds im Klettgau auf 377 m ü. NN auf einer Schotterterrasse unterhalb dem Bohlhof und dem Semberg an der heute durch einen Schutzdamm gezähmten Wutach.

### Geologie
Die oberflächlich ältesten zu Tage tretende Gesteine am Fuß des Bohlhof stammen aus dem Schwarzen Jura, der Arietenkalk-Formation und der Gryphaeensandstein-Formation, wobei die tieferen Schichten zahlreiche Belemniten aufweisen. Diese werden von eisenhaltigen (rötliche Bodenfärbung) der Humphriesioolith-Formation überlagert, die auf der Hochfläche des Bohlhof erschlossen sind. Der Semberg besteht mit seiner Kuppe aus Nagelfluh, am südlichen Abhang befinden sich einige Abri, ebenfalls im Nagelfluh. Am Talende befindet sich die Hermannshöhle, die jedoch weniger eine Höhle als ein wenige Meter tiefes Erdloch darstellt, ebenfalls im Nagelfluh.

## Geschichte
Frühgeschichte

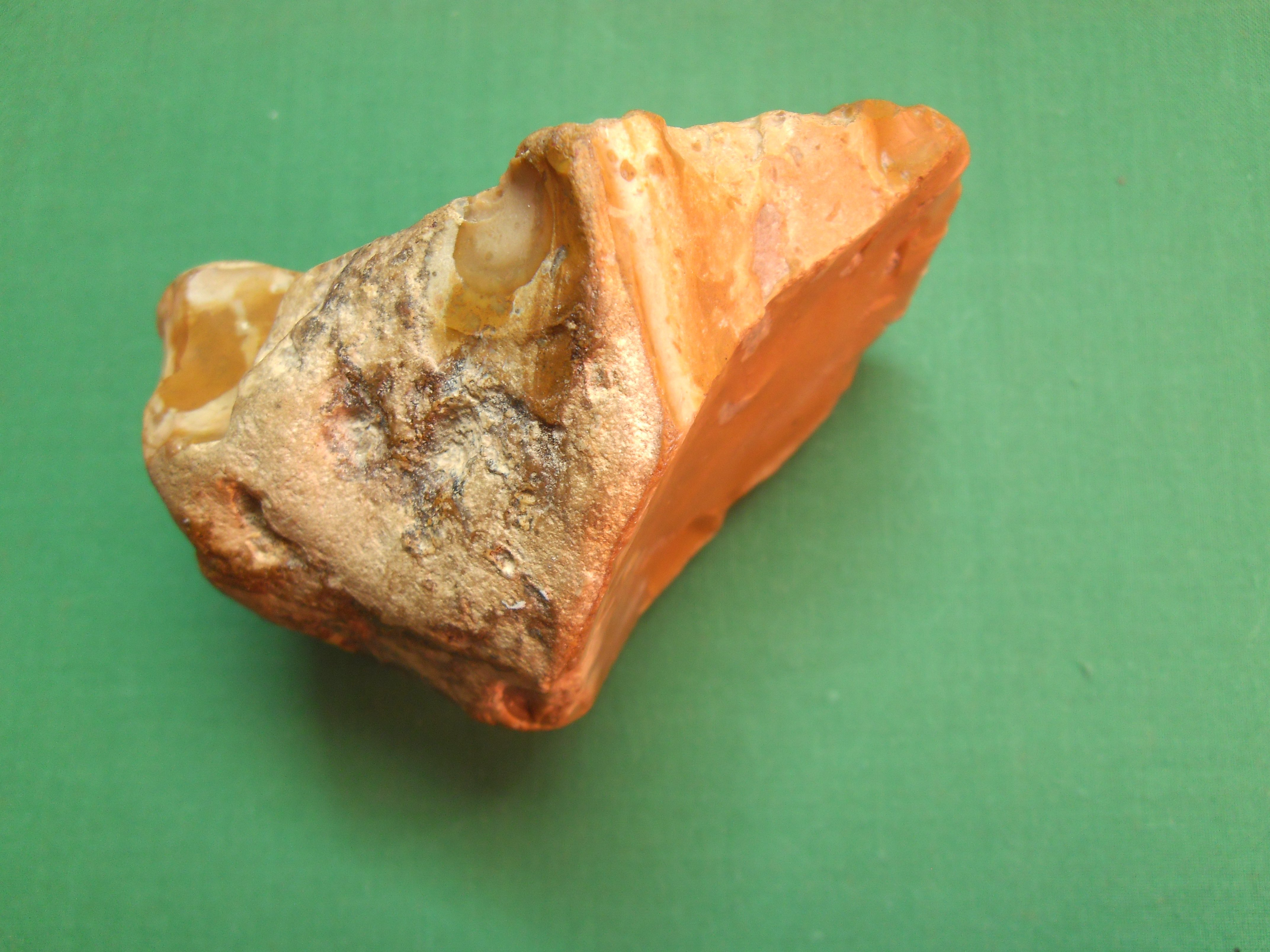
Faustkeil aus Feuerstein, gefunden beim Bau des Hochbehälters auf dem Semberg

Auf dem Semberg befinden sich die Reste einer Fliehburg, der Wallburg Semberg. Auf dem Schloßbückle finden sich ebenfalls Reste einer Wallanlage.
„In der städtischen Sammlung in Freiburg befindet sich eine Angel von Bronze, die in der Wutach gefunden wurde.“
Mittelalter
Schwerzen wird in der Urkunde, mit der der Zürichgaugraf Eberhard, dem Gründer des Klosters Allerheiligen in Schaffhausen und dem Zähringer Berthold, Vogt der Kirche in Bamberg, zum Bau des Klosters ein Gut in Rodilinstein tauscht, ausgestellt Anfang März 1050 in Hilzingen, mit einem Adelbertus de Swercin in der Namensnennung der Zeugen erstmals genannt. Des Weiteren wird im Rotulus Sanpetrinus  ebenfalls ein Adelbertus de Swerce um 1122 genannt. Willmendingen wird in einem Kopialbuch des Klosters St. Blasien 1285 erstmals als Wilmundengen erwähnt.

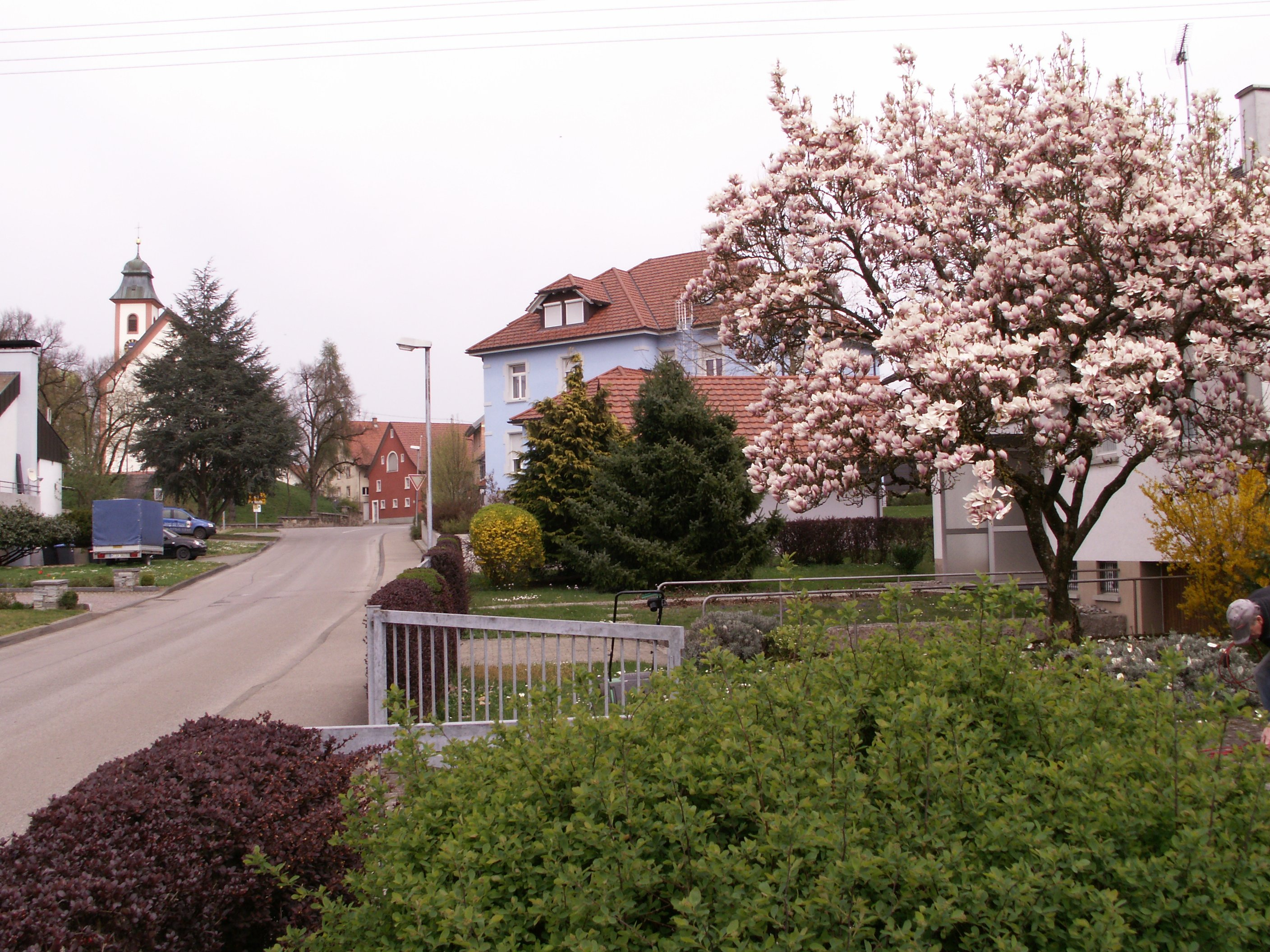
Schwerzen mit Kirche, Rathaus und ehemaligem Farrenstall im Hintergrund

„1167 hieß es Swerzin, 1347 Swertzun und 1350 Schwertzen. […] Schwerzen war in frühester Zeit Sitz eines Adelsgeschlechts. Urkundlich werden Adelbertus, Arnoldus und 1135 ein ‚Guntram de Swerzin‘ genannt. Im 12. Jahrhundert hatte das Kloster Berau (Tochterzelle von St. Blasien) hier Besitz und Recht. Die Kirche von Schwerzen wird bereits 1157 genannt. Die Pfarrei zählte zu den ältesten in der Gegend; sie gehörte ursprünglich zum Dekanat Thengen (Hohentengen) und war seit 1275 dem Bistum Konstanz eingegliedert. Im Jahre 1473 verkaufte Diethelm von Krenkingen dem Bischof Otto von Konstanz mit Tiengen auch seine Rechte auf den Kirchensatz (Kirchenfond) in Schwerzen.“

### Herrschaft Wutental
Da die im 12. und 13. Jahrhundert noch vorwiegend lokalen Herrscher (Adelsfamilien) ihre Territorien möglichst einheitlich zusammenfassten, wurden die (heutigen) Orte Schwerzen, Willmendingen, Horheim, Lüttisloh (heutige „Höfe“ bei Horheim), Wutöschingen und Ofteringen vom Adelsgeschlecht der Krenkinger zur „Herrschaft Wutental“ verbunden.
Eine Besonderheit war, dass die Wutach seit karolingischer Zeit die Grenze zwischen dem Albgau und dem Klettgau markierte, die somit mitten durch die Herrschaft Wutental zog. So zählten Horheim (und Lüttisloh) sowie Ofteringen zum Albgau und später dann zur Landgrafschaft Stühlingen, während Schwerzen, Willmendingen und Wutöschingen zur Landgrafschaft Klettgau gehörten.
Folge war, dass Wutental unter der jeweiligen Landesherrschaft (und der damit verbundenen Hohen Gerichtsbarkeit) getrennt blieb, während die Niedere Gerichtsbarkeit unter zahlreichen kleinen ‚Herren‘ (dazu zählten auch Klöster) von Dorf zu Dorf geteilt war und auch oft wechselte.
Die Krenkinger veräußerten die Herrschaft im Jahr 1361 an die im Linzgau ansässigen Herren von Hohenfels, welche sie 1410 an die aus dem Zürichgau stammenden Edlen von Rumlang verkauften. Dabei wurde die Herrschaft erstmals Wutental benannt. Von Ulrich von Rumlang kam die Herrschaft im Jahre 1488 durch Kauf an Heinrich I. von Lupfen.
Ab Ende des 15. Jahrhunderts kam es zwischen den Stühlinger Grafen von Lupfen und den Klettgauer Grafen von Sulz zu einem langwierigen Gebietsstreit um Wutental. Er endete erst, als nach dem Aussterben der Lupfener im Jahre 1582 der auf die Lupfener folgende kaiserliche Erbmarschall Maximilian von Pappenheim den von den Stühlingern beanspruchten Teil 1603 an den Klettgauer Landgrafen Karl Ludwig zu Sulz verkaufte. Nach dem Aussterben der Sulzer 1687 kam dann Wutental vollständig (mit dem gesamten Klettgau) an die Fürsten zu Schwarzenberg.
„Unter der Verwaltung der Schwarzenberger wurden Ober- und Unterlauchringen mit der Lauffenmühle wie auch Degernau der […] Herrschaft Wuten- oder Wutachtal zugeordnet. […] 1783 wurden die bisherigen vier Ämter Tiengen, Jestetten, Klettgau und Wutental aufgehoben und als neue Verwaltungsbezirke die Oberämter Tiengen (mit Ober- und Unterlauchringen) und Jestetten geschaffen.“
Nach der napoleonischen Neuordnung Süddeutschlands hin zu weitaus umfangreicheren Herrschaften, gingen die Ämter 1806/1812 im Großherzogtum Baden auf.
Willmendingen

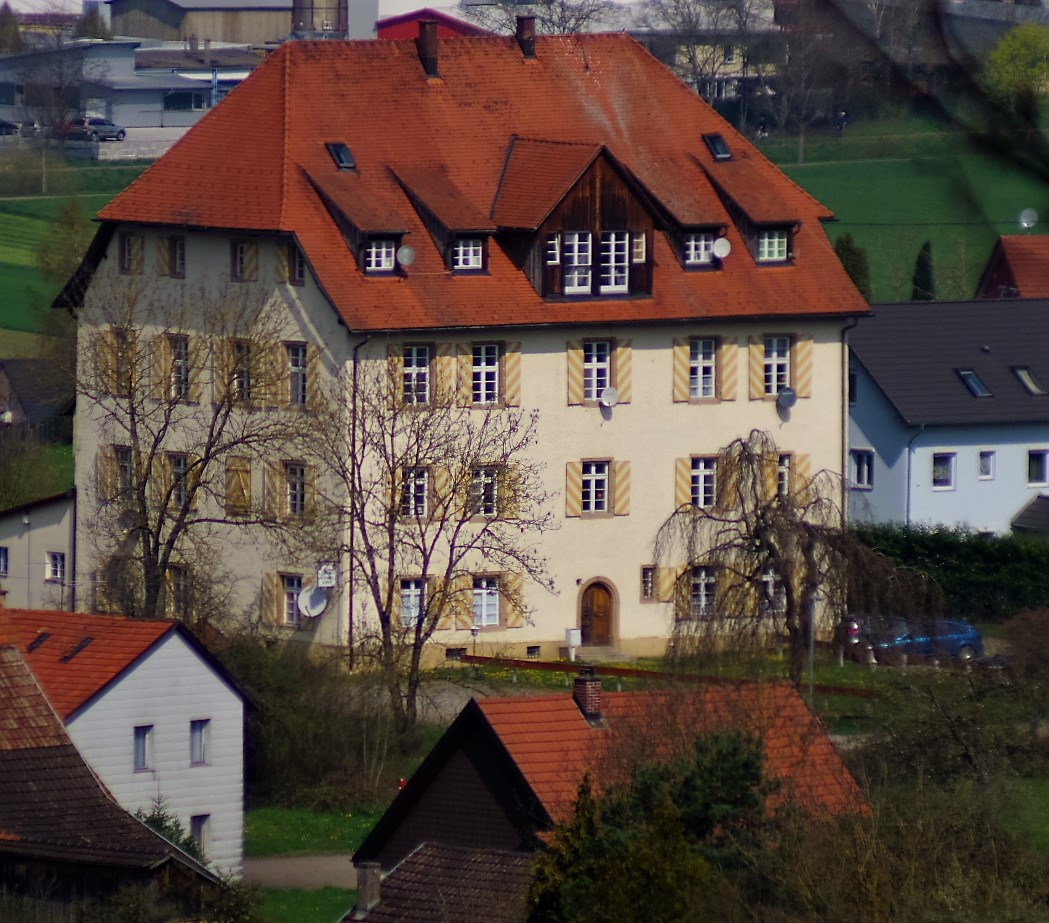
Das Schloss Willmendingen, 1609 erbaut durch Freiherr Johann Jakob von Beck zu Willmendingen

Ein eigenes Amtshaus (wie zum Beispiel in Bettmaringen) und wie es in den anderen Ämtern üblich war, wurde im Wutenamt nicht errichtet.
Seit 1607 besaßen die Freiherren von Beck den Ort Willmendingen als Mannlehen. Sie erbauten das Schloss Willmendingen. Im Vorgängerbau „wohnte einst ein freier Dienstadel. Später wurde er Sitz einer Statthalterei des Klosters Rheinau, das in der Umgegend zahlreiche Besitzungen hatte. […] Franz Xaver von Beck, sardinischer Oberst, verkaufte 1803 Willmendingen an den Fürsten von Schwarzenberg um 52650 Gulden. […] Das Schloß Willmendingen ging nach dem [Ersten Welt-]Kriege durch Kauf vom Staat zu Schulzwecken an die Gemeinde Schwerzen über.“
Revolution in Baden 1848
Aufzeichnungen des Urgroßvaters des um 2000 noch aktiven Adlerwirts, dem um 1900 lebenden Walter Albiker, wurden von Peter-Georg Biewald im Archiv des Gasthauses aufgefunden:

„In Schwerzen bestand bis zum Volksaufstand 1848 eine stattliche Bürgerwehr. […] Zu den damaligen 40 bis 60 Mann zählte auch eine eigene Bürgerwehrmusik. Bei festlichen Anlässen zeigte sich der Trupp in großer Prachtentfaltung. […] Der Großvater Ludwig von Walter Albiker (1824 bis 1913) gehörte noch bis zu seiner Teilnahme am badischen Volksaufstand der Bürgerwehrmusik an.“

Bei einer Recherche Biewalds in der Uni Freiburg gelang es ihm, noch vier weitere Teilnehmer aus Schwerzen am Volksaufstand namentlich zu ermitteln.
Nachkriegszeit
Von 1948 bis 1955 befand sich in Schwerzen die Badische Bauernschule in einer ehemaligen Baracke des Arbeitsdienstes. Die Bauernschule war vor dem Krieg am 22. November 1931 durch mehrere Verbandszusammenschlüsse unter Lambert Schill als „Verein Badische Bauernschule“ im Schloss Ittendorf gegründet worden. 1933 wurde sie zwangsaufgelöst und nach dem Zweiten Weltkrieg in Schwerzen neu gegründet. Mit dem 7. Hauptlehrgang 1955 erfolgte der Umzug in einen großzügigen Neubau auf dem Vitibuck in Tiengen. Die Tiengener Bauernschule wurde in den 1990er Jahren aufgelöst und die Gebäude abgebrochen.
Weitere Baracken dienten nach dem Zweiten Weltkrieg als Bezirkssammellager für Vertriebene und Flüchtlinge. Von den Baracken besteht noch eine als umgebautes Wohnhaus, die letzten wurden Ende der siebziger Jahre abgebrochen und das Areal zu einem Neubaugebiet umgewandelt.
Im Zuge der Gemeindegebietsreform in Baden-Württemberg wurde die bis dahin selbständige Gemeinde Schwerzen mit Wirkung vom 1. Januar 1975 nach Wutöschingen eingemeindet.

### Wappen
Das Wappen der ehemals selbständigen Gemeinde Schwerzen zeigt in Rot einen goldenen Kelch. Der Kelch weist auf die alte Pfarrei von Schwerzen hin, der die umliegenden Dörfer und Weiler Hagnau, Endermettingen, Löhningen, Muhren, Raßbach, Horheim mit den Höfen Lütisloh und Rehhalden, und der heutige Hauptort Wutöschingen bis in das 17. Jahrhundert zugehörig waren, das heißt, dass die Gläubigen die Kirche in Schwerzen besuchen mussten und der Pfarrer im Gegenzug diese Orte versorgte. 1361 verlieh Johann von Krenkingen die Herrschaft Gutenburg und den Hof am Rain in Schwerzen den Brüdern Walter und Burkhard von Hohenfels. Die Pfarrei Schwerzen hatte etwa die gleiche Fläche wie die von Tiengen und entsprach mit dieser zusammen dem ehemaligen Herrschaftsgebiet der Krenkinger.

### Bildung
In Horheim befindet sich die 1996 neugebaute Grundschule (Auwiesenschule Horheim-Schwerzen).

## Kultur und Sehenswürdigkeiten

### Bauwerke

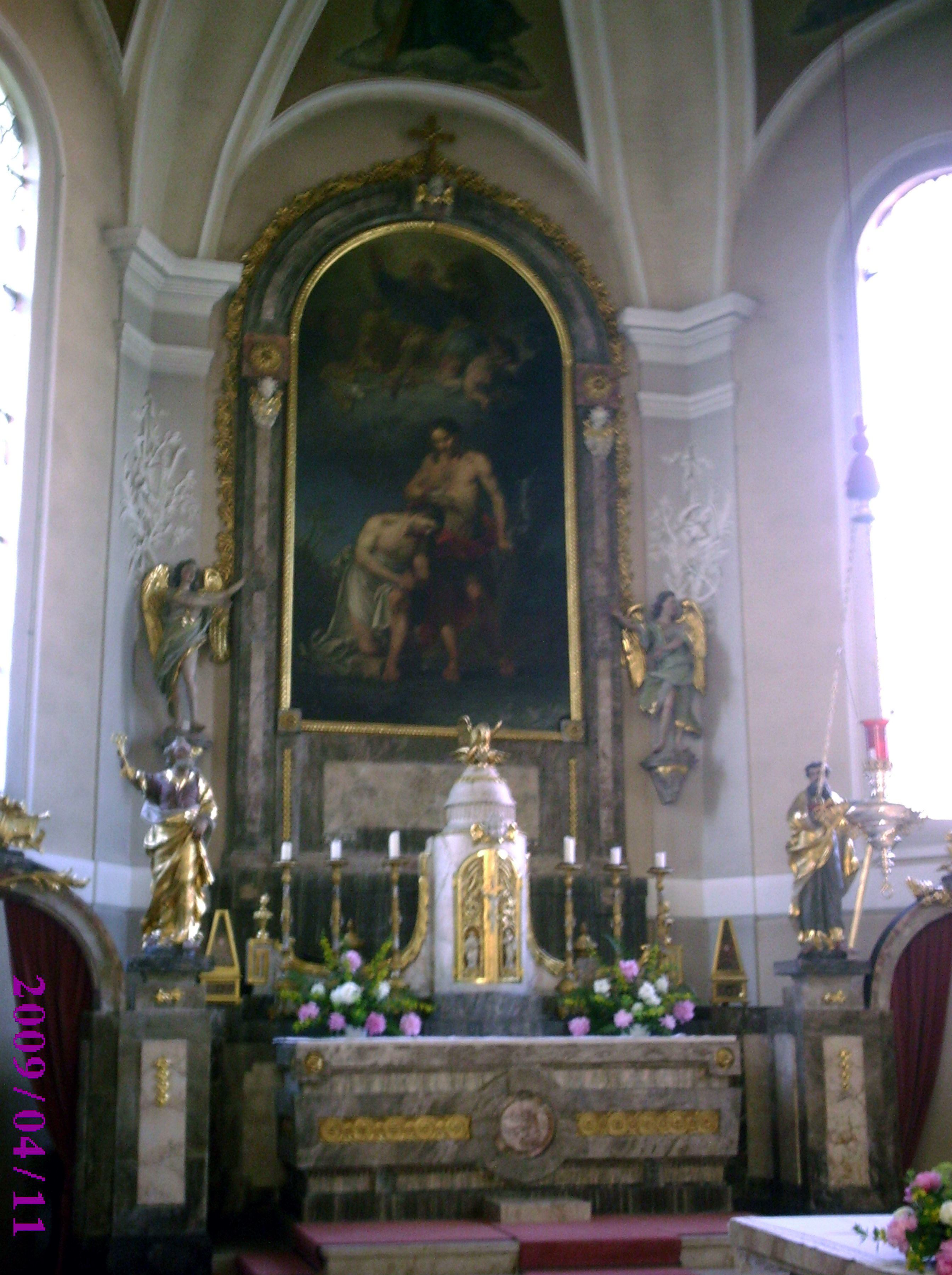
Altar und Altarbild „Die Taufe Jesus durch Johannes im Jordan“ in der Pfarrkirche Schwerzen

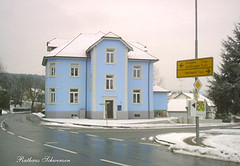
Ehemaliges Rathaus Schwerzen

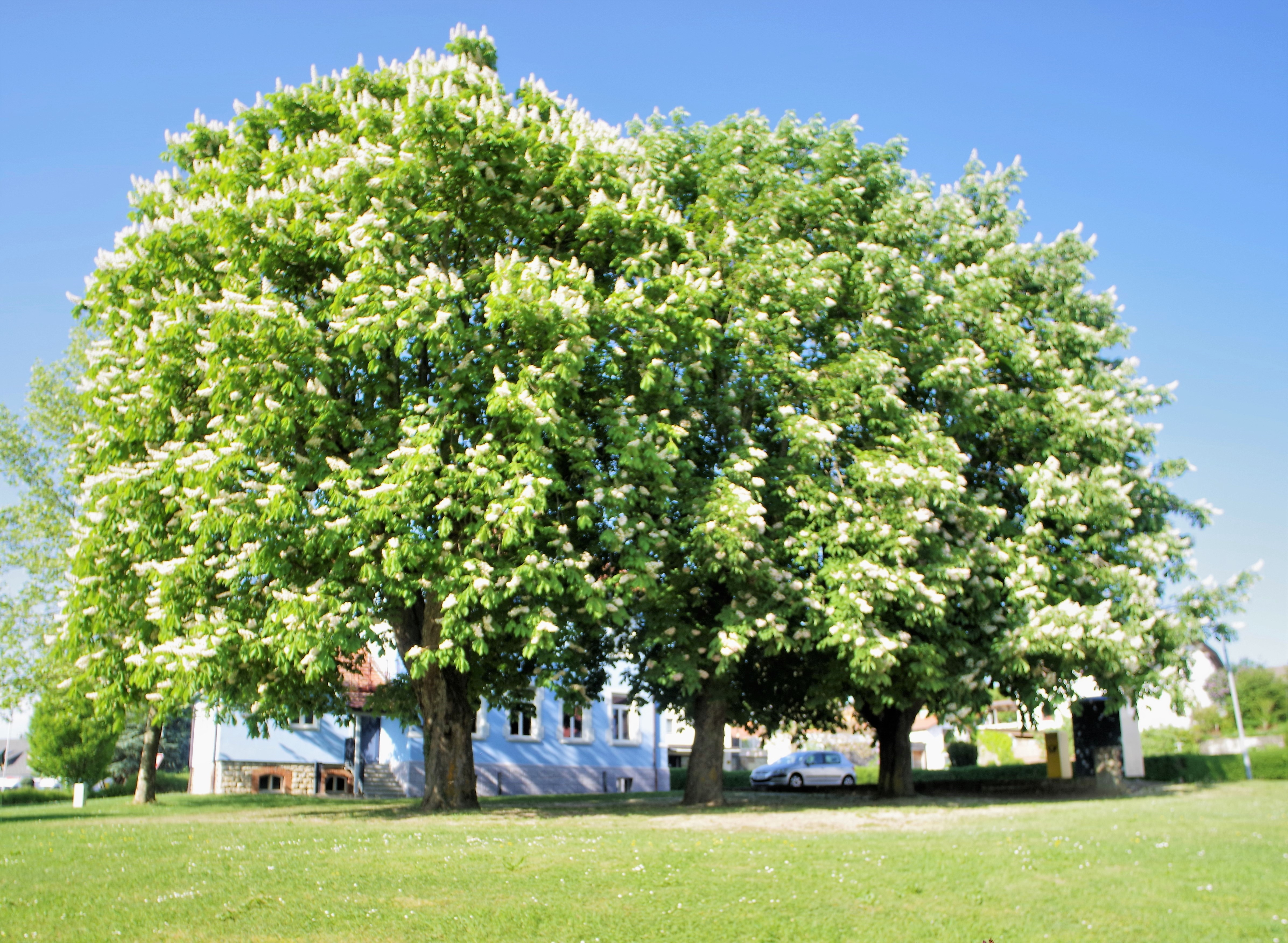
Die Hundertjährigen Rosskastanien beim Rathaus Schwerzen

- In Schwerzen steht auf einer Anhöhe die im Stil des Spätbarock gehaltene katholische Pfarrkirche St. Johannes der Täufer. Sie wurde in den Jahren 1781 bis 1791 vermutlich nach einem Plan des Barockbaumeisters Peter Thumb anstelle eines Vorgängerbaus unter Einbeziehung des ehemaligen Turmes errichtet.
- Das Gasthaus zum Adler in Schwerzen wurde erstmals 1706 genannt. Der Komplex mit Nebengebäuden wurde 1906 durch einen Brand vernichtet, das Gasthaus wieder aufgebaut. Vor dem Gasthaus steht der Dorfbrunnen. Der Einlauf dieses Zierbrunnen erfolgt über einen Obelisk mit bekrönenden Kelch, dem Symbol und Wappen von Schwerzen. Das als Oktogon gestaltete, steinerne Auffangbecken trägt an der Seite die Jahreszahl 1866, das Jahr der Brunnenerrichtung.
- Das ehemalige Rathaus ist ein zentrales Gebäude mit Schopfwalmdach im Ortsteil Schwerzen, das 1904 erbaut wurde. Es war Amtssitz des Bürgermeisters und diente zugleich als Volksschule mit Lehrerwohnung, dann als Kindergarten bis in die 1980er Jahre. Nach der Eingemeindung 1975 verlor es seine Bedeutung, woraufhin dort eine vermietete Wohnung und Probenräume für den Musikverein Schwerzen eingerichtet wurden.[15] Nach Umbau und Sanierung wurde es 2009 für die örtlichen Vereine und Einrichtungen wieder eröffnet. Die Fassade ist in einem Blauton gestrichen.[16] Der Platz hinter dem  Rathaus wird von drei alten Rosskastanien dominiert.
- In Willmendingen steht das Schloss Willmendingen, daneben die ehemalige Grundschule, heute Kindergarten.
- Die Wallburg Semberg ist eine urzeitliche und im frühen Mittelalter vermutlich weiter überbaute Befestigung.
- Im Jahre 2002 wurde auf dem Semberg in der Nähe des Kreuzweges eine kleine Kapelle errichtet.[17] Darin befindet sich das Alabasterwappen derer von Beck, das vom Antependium der ehemaligen Schlosskapelle übernommen wurde.

## Fasnacht
Schwerzen ist in der Region weitherum für seine traditionellen Fasnachtsumzüge bekannt. Diese werden von dem rührigen Narrenverein Gwaag organisiert, als Gwaag wird in Schwerzen der Rabe bezeichnet, die Mehrzahl nennt man Gwaagen, (das Wort meinte vermutlich jedoch ursprünglich alle Krähenvögel). Hier die erste Strophe des sieben Strophen umfassenden Schwerzener Narrenliedes (Text von Hauptlehrer Karl Martin):
Schwerzen ist ein Narrennest

Hoorig ist die Ratz’

Schon vor langer Zeit gewest

Hoorig ist die Ratz’

Heut wie schon so manches Jahr

Hoorig isch der Ratz und Katz’

Wächst und blüht die Narrenschar

Hoorig isch die Katz’

Hoorig, hoorig, hoorig isch die Ratz und Katz’

Hoorig, hoorig, hoorig isch die Katz’ (Refrain)

## Infrastruktur und Wirtschaft
Es gibt eine Grundschule, ein Gasthaus Adler und einen Pub. Kleine Handwerksbetriebe und Landwirtschaft. Die einst selbständige Gemeinde Schwerzen verfügte über eine eigene Wasserversorgung und große Waldungen. Einkaufsmöglichkeiten bestehen keine mehr, die Geschäfte liegen in den umgebenden Orten, ÖPNV fährt häufig. Die Landstraße von Schwerzen nach Bechtersbohl wurde von Grenzgängern stark frequentiert. Zurzeit wird sie beim Bau von Umfahrungen abgeleitet.

### Verkehr
Nordöstlich von Schwerzen auf dem Bohlhof liegt der Flugplatz Bohlhof, ideal für Planespotter.
Schwerzen liegt in einer Einflugzone des Flughafens Zürich. Nachts gilt das im Fluglärmstreit zwischen der Schweiz und Deutschland erwirkte Nachtflugverbot.
An der westlichen Gemarkungsgrenze der Gemeinde Wutöschingen nach Lauchringen endet die teilstückdurchsetzte A98 mit Auffahrt auf die Bundesstraße 314 (B314) nahe Horheim. Geradeaus (im Bau) führt eine Stichstraße zur B34. Hier führt parallel zur B314 die Bahnstrecke der erneuerten Wutachtalbahn, ausgehend vom Bahnhof Lauchringen von der Hochrheinbahn nach Nordosten abzweigend.

## Persönlichkeiten
- Franz Leopold Ignatius von Beck zu Willmendingen (1752–1833), Theologe und Chorherr des St.-Verena-Stifts in Bad Zurzach
- Emil Kiesel (1910–1990), katholischer Priester und Gegner des Nationalsozialismus
- Emma Stoll (1920–2010), gründete zusammen mit ihrem Mann Christof Stoll die Stoll VITA Stiftung[18]

### Persönlichkeiten, die vor Ort gewirkt haben
- Johann Jakob von Beck (1566–1629), Freiherr von Willmendingen, Landvogt im Klettgau